# Abbey Brooks

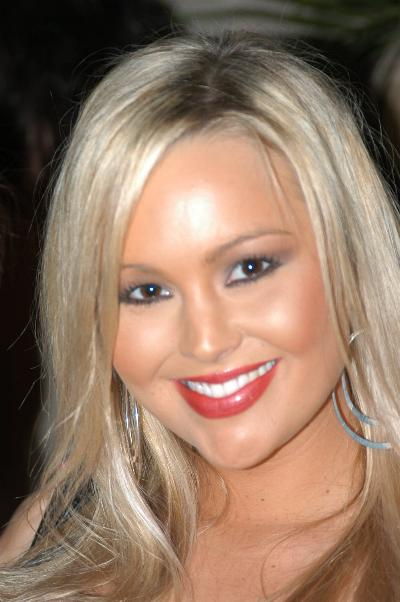
Abbey Brooks im Jahr 2007

Abbey Brooks (* 17. Februar 1983 in Chicago, Illinois) ist eine US-amerikanische Pornodarstellerin, Schauspielerin und Model.

## Karriere
Abbey Brooks startete ihre Karriere in der Erotikbranche mit Fotoshootings als Aktmodell. Im Jahr 2006 war sie erstmals als Pornodarstellerin zusammen mit Gina Lynn in Fresh Breed 3 zu sehen. Seitdem war sie laut IAFD an über 87 Filmen, häufig als Hauptdarstellerin, beteiligt. Dabei war Brooks für große Produktionsstudios wie beispielsweise Hustler, Jules Jordan Video, Pure Play Media und Wicked Pictures aktiv.
Brooks spielte 2008 in der High-Budget-Produktion Pirates II: Stagnetti’s Revenge mit und fand schon im Trailer hierfür Erwähnung. Sie war unter anderen auf dem Cover von Vivids Curvaceous abgebildet.
Brooks ist auf allen großen Internetplattformen wie Bangbros, Reality Kings und Brazzers vertreten. Sie ist weiterhin als Adult-Model regelmäßig aktiv und hat zahlreiche Fotostrecken. Seit August 2009 unterhält Brooks in Kooperation mit BlazingBucks eine eigene Website mit zahlungspflichtigen Erotikinhalten.
Im Jahr 2007 wurde Brooks als „DanniGirl August“ ausgezeichnet, 2009 war sie zum ersten Mal für einen AVN Award nominiert.
Abseits der Erotikbranche spielte Brooks zwischen 2007 und 2008 in drei Folgen des Sketch-Comedy-Formats Tim and Eric Awesome Show, Great Job! auf dem TV-Kanal Adult Swim mit.

## Filmografie (Auswahl)
- 2006: Balloon Butts
- 2007: All Girl Revue 2
- 2007: Curvaceous
- 2007: Girlvana 3
- 2007–2008: Tim and Eric Awesome Show, Great Job! (Fernsehserie)
- 2008: Abbey Brooks and Brenya Rose
- 2008: Abbey Brook's Institute Of Footjobs
- 2008: All Girl Revue 5
- 2008: Curvy Girls 2
- 2008: Dick Suckers: Abbey Brooks
- 2008: Love for the First Time (Komödie)
- 2008: Pirates II: Stagnetti’s Revenge
- 2008: Swimsuit Calendar Girls 1
- 2008: It Takes Two
- 2009: Big Breast Nurses 1
- 2009: Wrapped Up and Punished
- 2009: Asses of Face Destruction 6
- 2009: Cherry (Komödie)
- 2009: Cruising For Cock
- 2009: Big Wet Tits 6
- 2009: Monster Curves 3
- 2009: Big Tits at School 6
- 2009: Pretty Sloppy 2
- 2010: Abbey Brooks Virtual Sex
- 2010: Pornstars Like It Big 9
- 2010: Talk Dirty To Me
- 2011: Cum out on Top 3: Audrey Bitoni vs Abbey Brooks
- 2011: Magnificence Foot Job Feat. Abbey Brooks
- 2012: Abbey Brooks Live
- 2012: Mommy Got Boobs 13
- 2012: My Friend's Hot Girl
- 2012: Naughty Office
- 2012: Titty Creampies 2
- 2013: Brazzers Live 34: Bigger and Blonder
- 2013: Hot and Mean 9
- 2013: Special Delivery 2, 3
- 2014: Abbey Brooks Live
- 2014: Abbey Brooks Solo
- 2014: Abbey Is Thirsty She Wants to DT
- 2014: Big Wet Asses 23
- 2014: Buttsluts 2
- 2015: Milk Me Miss
- 2015: Sex and Submission
- 2015: Show Me How You Jerk Off
- 2016: Babysitters Just Wanna Have Fun
- 2016: Moms in Control 3
- 2016: Neighbor Affair 33
- 2017: Backroom Facials 19
- 2017: Mommy Issues 2
- 2018: Legal Porno

## Auszeichnungen & Nominierungen
- 2007: DanniGirl August
- 2009: AVN-Award-Nominierung in der Kategorie „Best Group Sex Scene“ in Pirates II: Stagnetti’s Revenge